# Svortland
Svortland är en tätort som utgör centralort i Bømlo kommun i Vestland fylke i västra Norge. Orten är belägen på den nordvästra delen av ön Bømlo och hade 3 011 invånare den  1 januari 2022.. Svortland benämns ibland Bremnes efter den tidigvarande Bremnes kommun, vilket också är namnet på postorten.
Namnet Svortland har med fågelbenämningen sysvorta (sv. koltrast) att göra. Det har länge stavats Sortland, men sedan mitten av 1990-talet har Svortland varit den officiella formen.